# Gerhard Stoltenberg
Gerhard Stoltenberg (Kiel, 29 september 1928 – Bonn, 23 november 2001) was een Duits politicus van de CDU. Tussen 1971 en 1982 was hij minister-president van de deelstaat Sleeswijk-Holstein. Voordien en daarna was hij minister in verschillende bondsregeringen.

## Biografie
Gerhard Stoltenberg werd geboren in de Noord-Duitse stad Kiel. Na de Tweede Wereldoorlog, waarin hij via de Hitlerjugend actief was als assistent bij de Kriegsmarine, behaalde hij in 1949 zijn Abitur. Vervolgens studeerde hij geschiedenis, sociologie en filosofie aan de universiteit van Kiel. In 1954 studeerde hij af, waarna hij in de jaren zestig onder meer werkzaam was als privaatdocent en als directeur van het bedrijf Friedrich Krupp in Essen.
Stoltenberg werd in 1947 lid van de christendemocratische CDU. Tussen 1955 en 1961 was hij voorzitter van de Junge Union, de jongerenorganisatie van deze partij. Nadat hij vanaf 1954 zitting had gehad in de Landdag van Sleeswijk-Holstein, werd hij bij de bondsdagverkiezingen van 1957 verkozen als lid van de Bondsdag, waarin hij in eerste instantie tot 1971 zou zetelen.
In 1965 werd Stoltenberg op 37-jarige leeftijd minister voor Wetenschappelijk Onderzoek in de Duitse bondsregering. Hij diende aanvankelijk in het kabinet-Erhard II (1965–1966) en aansluitend in het kabinet-Kiesinger (1966–1969). In 1971 keerde hij terug naar de deelstaatpolitiek van Sleeswijk-Holstein, waar hij voorzitter werd van de lokale tak van de CDU. Bij de deelstaatverkiezingen van dat jaar werd hij verkozen tot minister-president, een functie die hij ruim elf jaar behield. In deze periode leidde hij drie regeringen en was hij tussen 1977 en 1978 president van de Bondsraad.
In oktober 1982 trad Stoltenberg af als minister-president om minister van Financiën te worden in de eerste regering van bondskanselier Helmut Kohl. Bij de federale verkiezingen van 1983 werd hij vervolgens opnieuw verkozen in de Bondsdag. Zijn functie als minister van Financiën behield hij in de kabinetten Kohl II (1983–1987) en Kohl III (vanaf 1987). Bij een herschikking van dit laatstgenoemd kabinet werd hij in april 1989 echter benoemd tot minister van Defensie.
Als minister van Defensie maakte Stoltenberg in november 1989 de val van de Berlijnse Muur en in oktober 1990 de Duitse hereniging mee. In het voorjaar van 1992, toen hij inmiddels deel uitmaakte van het kabinet-Kohl IV, stapte hij voortijdig op nadat onder zijn verantwoordelijkheid, ondanks een parlementair verbod, tanks geleverd waren aan Turkije. Hij bleef hierna wel nog tot 1998 lid van de Bondsdag.
Stoltenberg overleed in het najaar van 2001 op 73-jarige leeftijd. Hij werd begraven in Kronshagen.